# La quadrilla dels onze
|  | Per la pel·lícula de 2001 vegeu Ocean's Eleven |

La quadrilla dels onze (títol original en anglès:  Ocean's Eleven) és una pel·lícula dels Estats Units de Lewis Milestone estrenada el 1960. Ha estat doblada al català.

## Argument[2]
Onze vells amics amb cadascun les seves particularitats decideixen d'atracar junts cinc dels principals casinos de Las Vegas (Hotel Sahara, Riviera, Desert Inn, The Sands, Hotel Flamingo), que resulten ser els del nou marit de l'antiga dona del Sr. Ocean, en el transcurs de la mateixa nit. El seu pla és perfecte, però l'execució n'és moguda.

## Repartiment
- Frank Sinatra: Danny Ocean
- Dean Martin: Sam Harmon
- Sammy Davis Jr.: Josh Howard
- Peter Lawford: Jimmy Foster
- Angie Dickinson: Beatrice Ocean
- Richard Conte: Anthony "Tony" Bergdorf
- Cesar Romero: Duke Santos
- Patrice Wymore: Adele Ekstrom
- Joey Bishop: Mushy O'Connors
- Akim Tamiroff: Spyros Acebos
- Henry Silva: Roger Corneal
- Ilka Chase: Madame Restes
- Buddy Lester: Vincent Massler
- Red Skelton: ell mateix
- Shirley MacLaine: una dona
- Charles Meredith: M. Cohen
- George Raft: Jack Strager, propietari del casino

Actors que no surten als crèdits :
- Donald Barry: McCoy
- Hoot Gibson
- Brad Harris: Minor Role

## Al voltant de la pel·lícula
- Remake el 2001: Ocean's Eleven de Steven Soderbergh amb George Clooney i Brad Pitt.